# Ga Masan (Gimpo)
Ga Masan (Tiếng Hàn: 마산역(김포 FC), Hanja: 麻山驛) là ga tàu điện ngầm của Tuyến Gimpo Goldline nằm ở Masan-dong, Gimpo-si, Gyeonggi-do. Từ tháng 10 năm 2022, đội Gimpo FC thi đấu tại K-League 2, sử dụng Sân vận động bóng đá Gimpo Salter ở Lối ra số 3 sẽ được dùng làm tên ga phụ.

## Lịch sử
- 20 tháng 6 năm 2016: Tên ga được xác nhận là Ga Masan[1]
- 28 tháng 9 năm 2019: Bắt đầu hoạt động

## Bố trí ga
| ↑ Gurae  |
| \| W/B   |
| Janggi ↓ |

| Hướng Tây  | ●Tuyến Gimpo Goldline | ← Hướng đi Yangchon                |
| Hướng Đông | ●Tuyến Gimpo Goldline | → Hướng đi Sân bay Quốc tế Gimpo → |

## Xung quanh nhà ga
- Phòng tập thể dục Gimpo
- Trung Tâm An Toàn Masan 119
- Công viên thể thao Salteo
- Sân bóng đá Gimpo Salter (Sân nhà của bóng đá chuyên nghiệp K League 2 Gimpo FC)